# Рудж'єро Ріццителлі
Рудж'єро Ріццителлі (італ. Ruggiero Rizzitelli, * 2 вересня 1967, Маргерита-ді-Савоя) — колишній італійський футболіст, нападник.
Насамперед відомий виступами за клуб «Рома», а також національну збірну Італії.
Володар Кубка Італії. Чемпіон Німеччини. Володар Кубка Німеччини.

## Клубна кар'єра
Вихованець футбольної школи клубу «Чезена». Дорослу футбольну кар'єру розпочав 1985 року в основній команді того ж клубу, в якій провів три сезони, взявши участь у 62 матчах чемпіонату.
Своєю грою за цю команду привернув увагу представників тренерського штабу клубу «Рома», до складу якого приєднався 1988 року. Відіграв за «вовків» наступні шість сезонів своєї ігрової кар'єри. Більшість часу, проведеного у складі «Роми», був основним гравцем атакувальної ланки команди. За цей час виборов титул володаря Кубка Італії.
Згодом з 1994 по 2000 рік грав у складі команд клубів «Торіно», «Баварія» та «П'яченца». Виступаючи у Мюнхені додав до переліку своїх трофеїв титул чемпіона Німеччини, володаря Кубка Німеччини та Кубка німецької ліги.
Завершив професійну ігрову кар'єру у клубі «Чезена», у складі якого свого часу розпочинав свій шлях у футболі. Прийшов до команди 2000 року, захищав її кольори до припинення виступів на професійному рівні у 2001.

## Виступи за збірні
Протягом 1987–1989 років залучався до складу молодіжної збірної Італії. На молодіжному рівні зіграв у 16 офіційних матчах, забив 4 голи.
1988 року дебютував в офіційних матчах у складі національної збірної Італії. Протягом кар'єри у національній команді, яка тривала 4 роки, провів у формі головної команди країни 9 матчів, забивши 2 голи. У складі збірної був учасником чемпіонату Європи 1988 року у ФРН, на якому команда здобула бронзові нагороди.

## Статистика виступів

### Статистика клубних виступів
| Сезон            | Команда          | Чемпіонат        | Чемпіонат | Чемпіонат | Національний кубок | Національний кубок | Національний кубок | Континентальні кубки | Континентальні кубки | Континентальні кубки | Інші змагання | Інші змагання | Інші змагання | Усього | Усього |
| Сезон            | Команда          | Ліга             | Ігор      | Голів     | Ліга               | Ігор               | Голів              | Ліга                 | Ігор                 | Голів                | Ліга          | Ігор          | Голів         | Ігор   | Голів  |
| ---------------- | ---------------- | ---------------- | --------- | --------- | ------------------ | ------------------ | ------------------ | -------------------- | -------------------- | -------------------- | ------------- | ------------- | ------------- | ------ | ------ |
| 1984-85          | «Чезена»         | B                | 0         | 0         | КІ                 | x                  | x                  |                      | -                    | -                    |               | -             | -             | x      | x      |
| 1985-86          | «Чезена»         | B                | 6         | 0         | КІ                 | x                  | x                  |                      | -                    | -                    |               | -             | -             | x      | x      |
| 1986-87          | «Чезена»         | B                | 26        | 2         | КІ                 | x                  | x                  |                      | -                    | -                    |               | -             | -             | x      | x      |
| 1987-88          | «Чезена»         | A                | 30        | 5         | КІ                 | x                  | x                  |                      | -                    | -                    |               | -             | -             | x      | x      |
| 1988-89          | «Рома»           | A                | 20        | 2         | КІ                 | 5                  | 4                  | КУЄФА                | 2                    | -                    | -             | -             | -             | 27     | 6      |
| 1989-90          | «Рома»           | A                | 34        | 5         | КІ                 | 6                  | 3                  |                      | -                    | -                    |               | -             | -             | 40     | 8      |
| 1990-91          | «Рома»           | A                | 24        | 5         | КІ                 | 8                  | 4                  | КУЄФА                | 8                    | 4                    | -             | -             | -             | 40     | 13     |
| 1991-92          | «Рома»           | A                | 26        | 6         | КІ                 | 4                  | 4                  | КВК                  | 5                    | 2                    | СК            | -             | -             | 35     | 12     |
| 1992-93          | «Рома»           | A                | 26        | 7         | КІ                 | 8                  | 2                  | КУЄФА                | 8                    | 3                    | -             | -             | -             | 42     | 12     |
| 1993-94          | «Рома»           | A                | 24        | 4         | КІ                 | 3                  | 0                  |                      | -                    | -                    | -             | -             | -             | 27     | 4      |
| Усього за «Рому» | Усього за «Рому» | Усього за «Рому» | 154       | 29        |                    | 34                 | 17                 |                      | 23                   | 9                    |               | 0             | 0             | 211    | 55     |
| 1994-95          | «Торіно»         | A                | 32        | 19        | КІ                 | x                  | x                  |                      | -                    | -                    |               | -             | -             | x      | x      |
| 1995-96          | «Торіно»         | A                | 28        | 11        | КІ                 | x                  | x                  |                      | -                    | -                    |               | -             | -             | x      | x      |
| 1996–1997        | «Баварія»        | БЛ               | 25        | 7         | КН+КНЛ             | x+x                | x+x                | КУЄФА                | x                    | x                    |               |               |               | x      | x      |
| 1997–1998        | «Баварія»        | БЛ               | 20        | 4         | КН+КНЛ             | x+x                | x+x                | ЛЧ                   | x                    | x                    |               | -             | -             | x      | x      |
| 1998-99          | «П'яченца»       | A                | 12        | 0         | КІ                 | 2                  | 1                  | —                    | —                    | —                    | —             | —             | —             | 14     | 1      |
| 1999-00          | «П'яченца»       | A                | 21        | 1         | КІ                 | 4                  | 1                  |                      | -                    | -                    |               | -             | -             | 25     | 2      |
| 2000-01          | «Чезена»         | C1               | 14        | 6         | КІ                 | x                  | x                  |                      | -                    | -                    |               | -             | -             | x      | x      |

### Статистика виступів за збірну
| Дата       | Місто      | Господарі  | Результат             | Гості      | Турнір            | Голи | Примітки         |
| ---------- | ---------- | ---------- | --------------------- | ---------- | ----------------- | ---- | ---------------- |
| 20/02/1988 | Барі       | Італія     | 4 – 1                 | СРСР       | товариський матч  | -    | вийшов на 46'    |
| 27/04/1988 | Люксембург | Люксембург | 0 – 3                 | Італія     | товариський матч  | -    | вийшов на 69'    |
| 04/06/1988 | Брешія     | Італія     | 0 – 1                 | Уельс      | товариський матч  | -    | вийшов на 70'    |
| 19/10/1988 | Пескара    | Італія     | 2 – 1                 | Норвегія   | товариський матч  | -    | вийшов на 77'    |
| 16/11/1988 | Рим        | Італія     | 1 – 0                 | Нідерланди | товариський матч  | -    | замінений на 52' |
| 12/06/1991 | Мальме     | Італія     | 2 – 0 д.ч.            | Данія      | Scania Cup        | 1    | вийшов на 74'    |
| 16/06/1991 | Стокгольм  | Італія     | 1 – 1 д.ч. (3-2 п.п.) | СРСР       | Scania Cup        | -    | вийшов на 67'    |
| 12/10/1991 | Москва     | СРСР       | 0 – 0                 | Італія     | Відбір до ЧЄ 1992 | -    |                  |
| 13/11/1991 | Генуя      | Італія     | 1 – 1                 | Норвегія   | Відбір до ЧЄ 1992 | 1    | вийшов на 57'    |
| Усього     |            | Матчів     | 9                     |            | Голів             | 2    |                  |

## Титули і досягнення

### Командні
- Володар Кубка Італії (1):

«Рома»: 1991
- Чемпіон Німеччини (1):

«Баварія»: 1997
- Володар Кубка Німеччини (1):

«Баварія»: 1998
- Володар Кубка німецької ліги (1):

«Баварія»: 1997

### Особисті
- Найкращий бомбардир Кубка Італії (1):

1991 (4)